# Mexborough
Mexborough – miasto w północnej Anglii (Wielka Brytania), w hrabstwie South Yorkshire, w dystrykcie Doncaster, położone na lewym brzegu rzeki Don. Populacja miasta wynosi 14 620 mieszkańców (2001). Siedziba zakładów radiofonicznych Roberts Radio.

## Historia
Miasto uzyskało prawa miejskie w roku 1177. Wcześniej tereny obecnego Mexborough były zamieszkiwane przez plemiona oraz ludy celtyckie. W okolicach miasta znajdują się ślady osadnictwa Celtów, a także plemion z nimi związanych. W latach późniejszych tereny miasta zostały zajęte przez Rzymian, którzy ufortyfikowali tereny miasta, a także rozbudowali jego powierzchnię. Po opuszczeniu terenów Anglii przez Rzymian tereny te zajęły ludy germańskie, głównie Sasi, którzy rozpoczęli budowę własnej osady pod koniec XI wieku.
W średniowieczu miasto się rozwijało powoli, zbudowano wówczas kościół św. Jana oraz rozwinięto fortyfikacje. Przez wiele następnych lat umocnienia nie były należycie odnawiane przez co uległy zniszczeniu około roku 1800.
Na początku XIX wieku w mieście rozwinął się przemysł górniczy, który stał się najważniejszym miejscem pracy lokalnych mieszkańców. Dzięki swojemu położeniu, w okolicach Sheffield oraz Doncaster, miasto stało się ważnym węzłem transportowym, w szczególności w transporcie kolejowym. W 1904 roku zbudowano pierwszy szpital, który został później włączony w skład jednych z klinik usytuowanych w Doncaster.
Obecnie miasto zmieniło swój dotychczasowy charakter. Olbrzymie zakłady przemysłu ciężkiego zostały zlikwidowane, a w ich miejsce zostały wybudowane fabryki przemysłu lekkiego oraz liczne punkty usługowe i przedsiębiorstwa prywatne.